# Otilioleptes marcelae
Otilioleptes, Otilioleptidae
Famille
Genre
Espèce
Otilioleptes marcelae, unique représentant du genre Otilioleptes et de la famille des Otilioleptidae, est une espèce d'opilions laniatores.

## Distribution
Cette espèce est endémique de la province de Mendoza en Argentine. Elle se rencontre à Malargüe dans la grotte Cueva Doña Otilia.

## Description
Le mâle holotype mesure 5,20 mm et la femelle paratype 5,69 mm.

## Étymologie
Cette espèce est nommée en l'honneur de Marcela Peralta.

## Publication originale
- Acosta, 2019 : « A relictual troglomorphic harvestman discovered in a volcanic cave of western Argentina: Otilioleptes marcelae, new genus, new species, and Otilioleptidae, new family (Arachnida, Opiliones, Gonyleptoidea). » PLOS One, vol. 14, no 10, p. 1–37 (texte intégral).